# Web Browser for S60
Web Browser for S60 (en inglés, Navegador web para S60) o S60 OSS Browser fue un navegador web para la plataforma S60 de teléfonos móviles desarrollada por Nokia.

## Características
El navegador estaba basado en los frameworks de código abierto WebCore y JavaScriptCore desarrollados por Apple Inc.; estos dos forman el motor de renderizado WebKit que Apple utiliza en su navegador web Safari. Se ha reportado que este navegador web es capaz de ejecutar aplicaciones web desarrollados específicamente para Safari y iPhone.
A diferencia de otros navegadores web para dispositivos móviles, como Pocket Internet Explorer y Opera Mini que adaptan el diseño de las páginas web a la pequeña pantalla del dispositivo, el navegador web de Nokia mostraba una vista en miniatura de la página web en su totalidad llamada mini maps que permitía a los usuarios magnificar las áreas que querían leer.
La versión inicial no incluía soporte para Wireless Application Protocol ni Wireless Markup Language; la versión 2 incluyó finalmente estas características.

## Historia
Nokia anunció el proyecto el 13 de junio de 2005, e hizo el lanzamiento en noviembre del mismo año. En la World Wide Web Conference de 2006, Nokia anunció que liberaría las modificaciones que había realizado a WebKit.

## Curiosidades
La versión incluida en los teléfonos Nokia se llama Nokia Mini Map Browser, en honor a la funcionalidad mini map antes mencionada.